# Jüdischer Friedhof Bengel (Mosel)
Der jüdische Friedhof Bengel (Mosel) ist ein Friedhof in der Ortsgemeinde Bengel (Mosel) im Landkreis Bernkastel-Wittlich in Rheinland-Pfalz. 
Der jüdische Friedhof liegt südlich des Ortes Im Auberg in der Nähe der Kreisstraße 135.
Auf dem Friedhof, der um 1830 angelegt und bis zum Jahr 1921 belegt wurde, befinden sich etwa 30 Grabsteine. Der jüngste lesbare Stein ist von 1921. Bei den meisten jüngeren Grabsteinen fehlen die Inschriftentafeln.

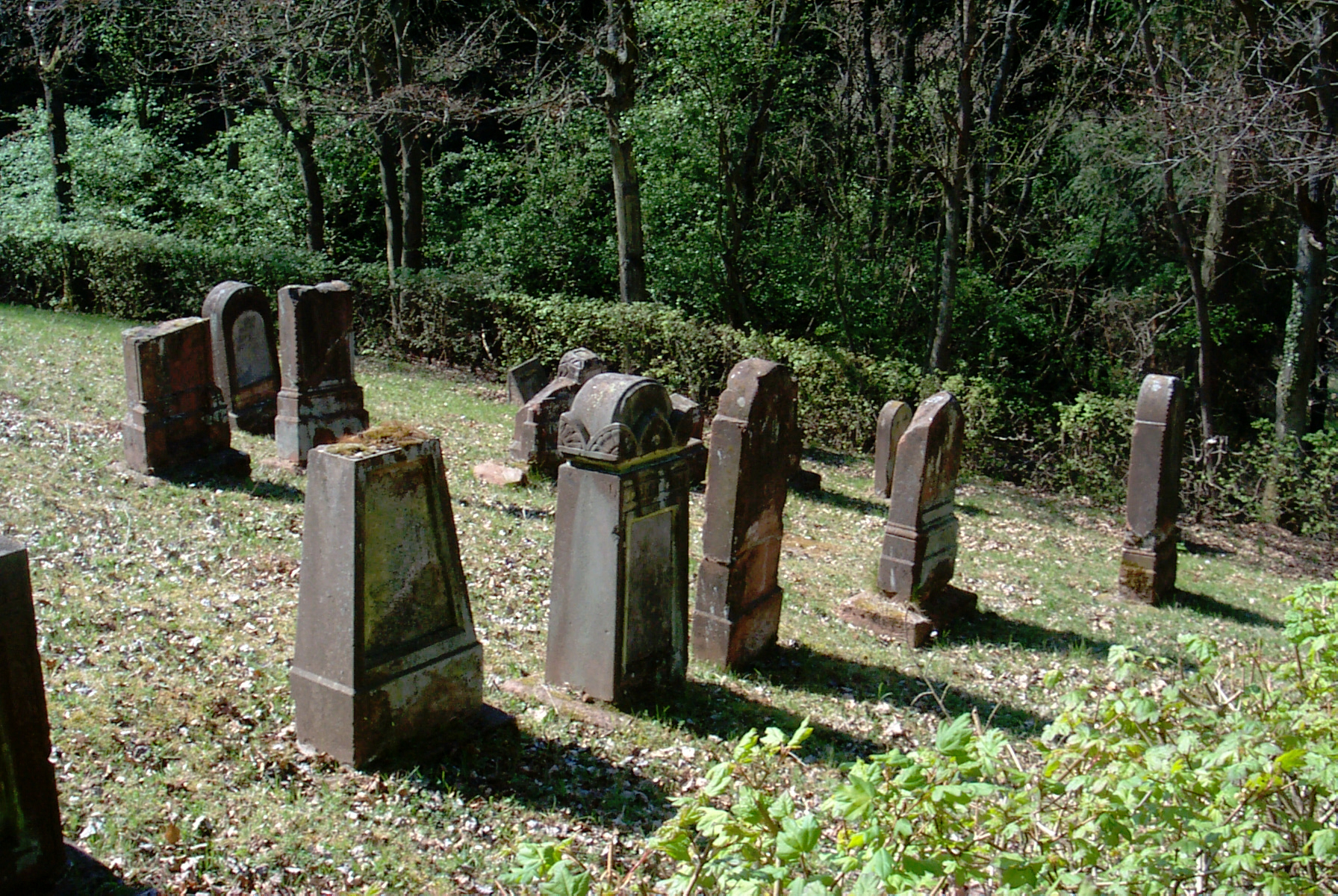
Jüdischer Friedhof Bengel (2004)
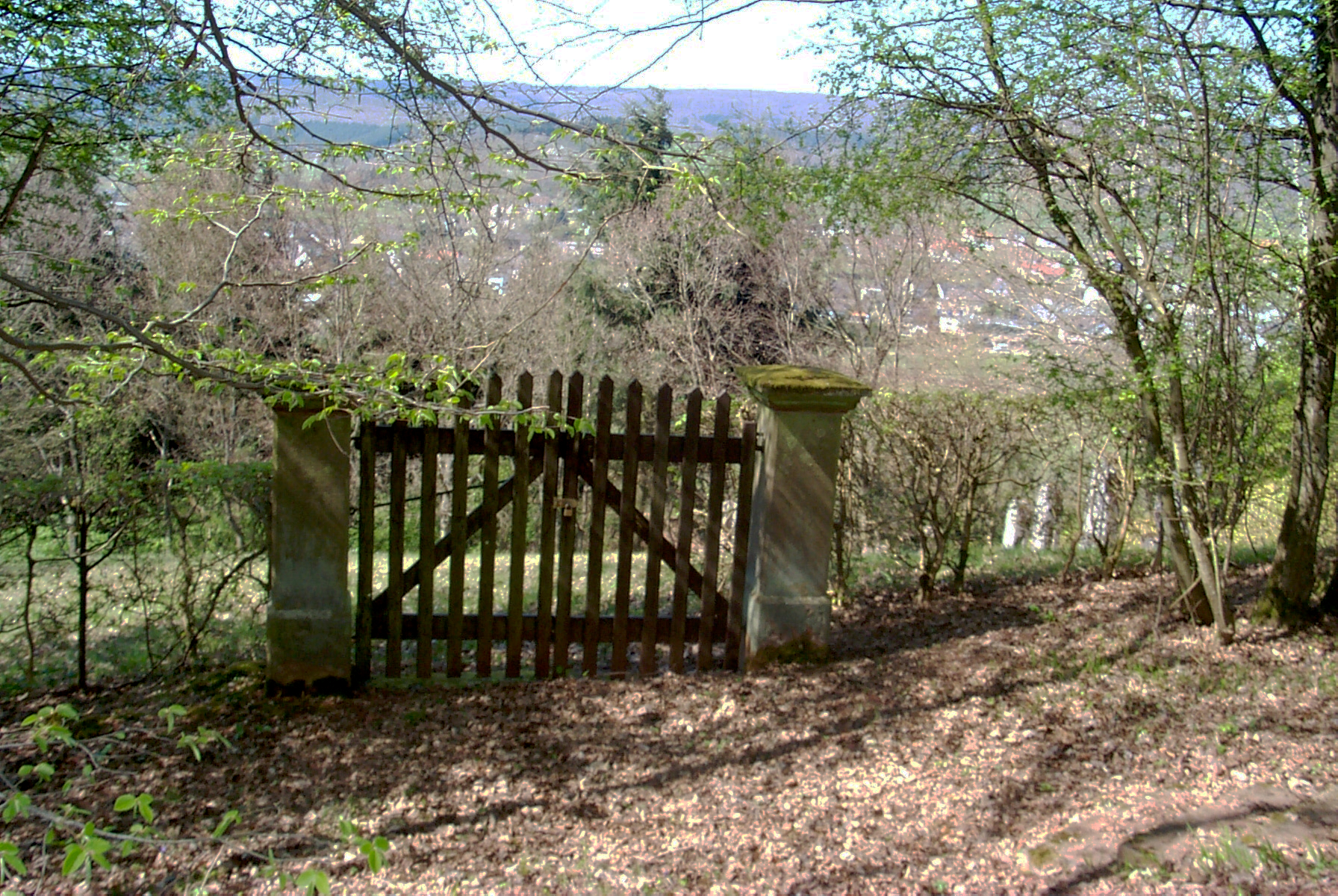
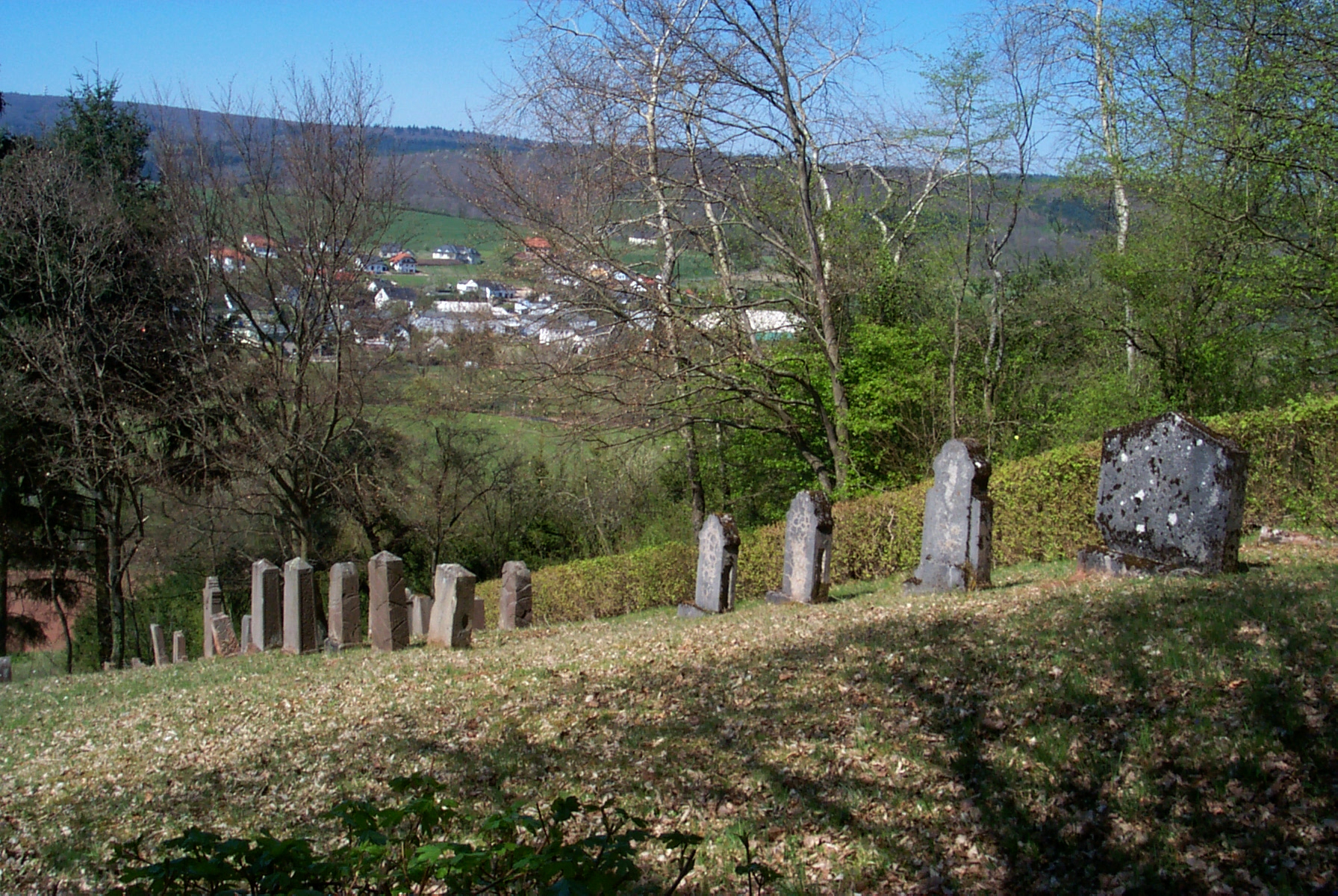
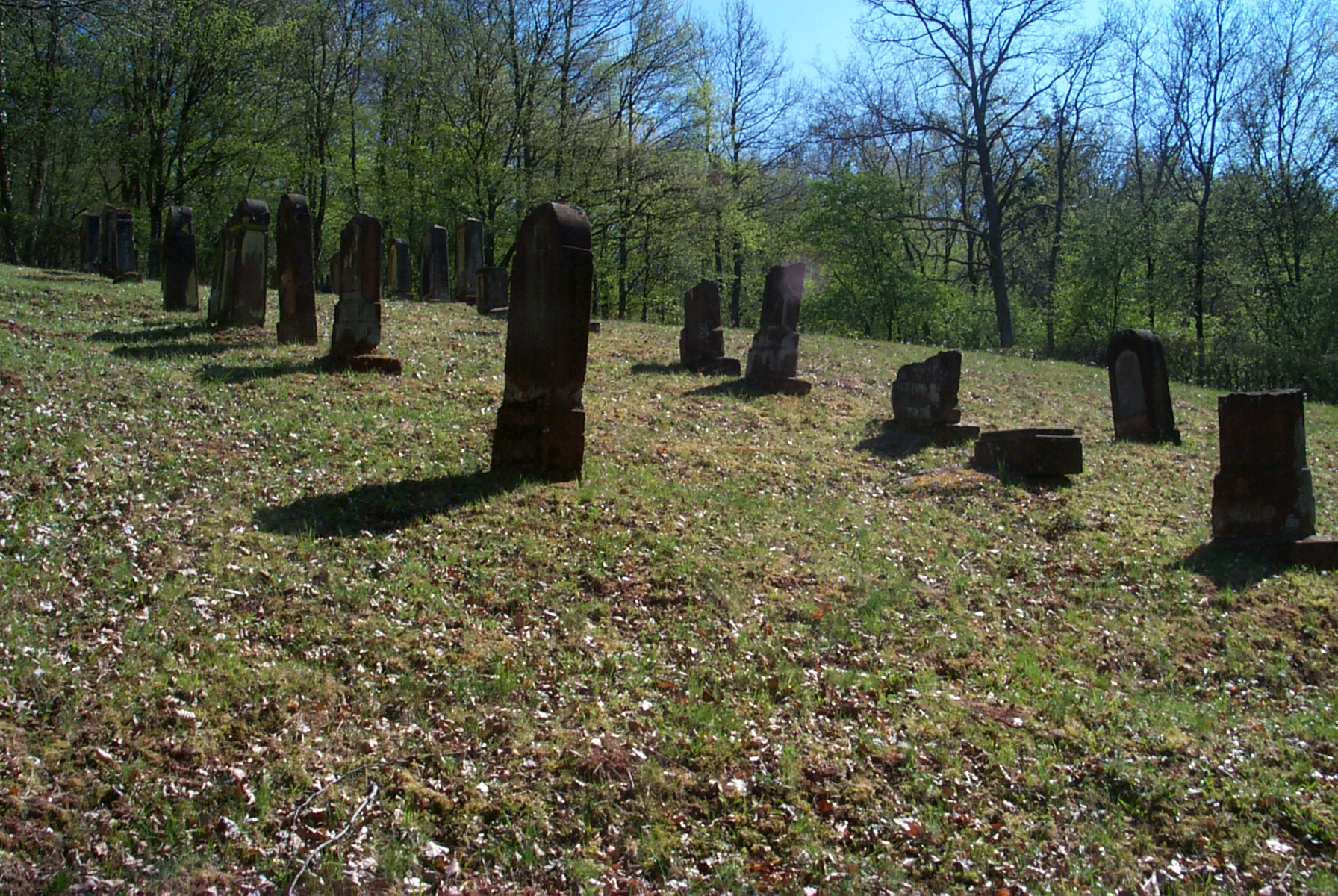
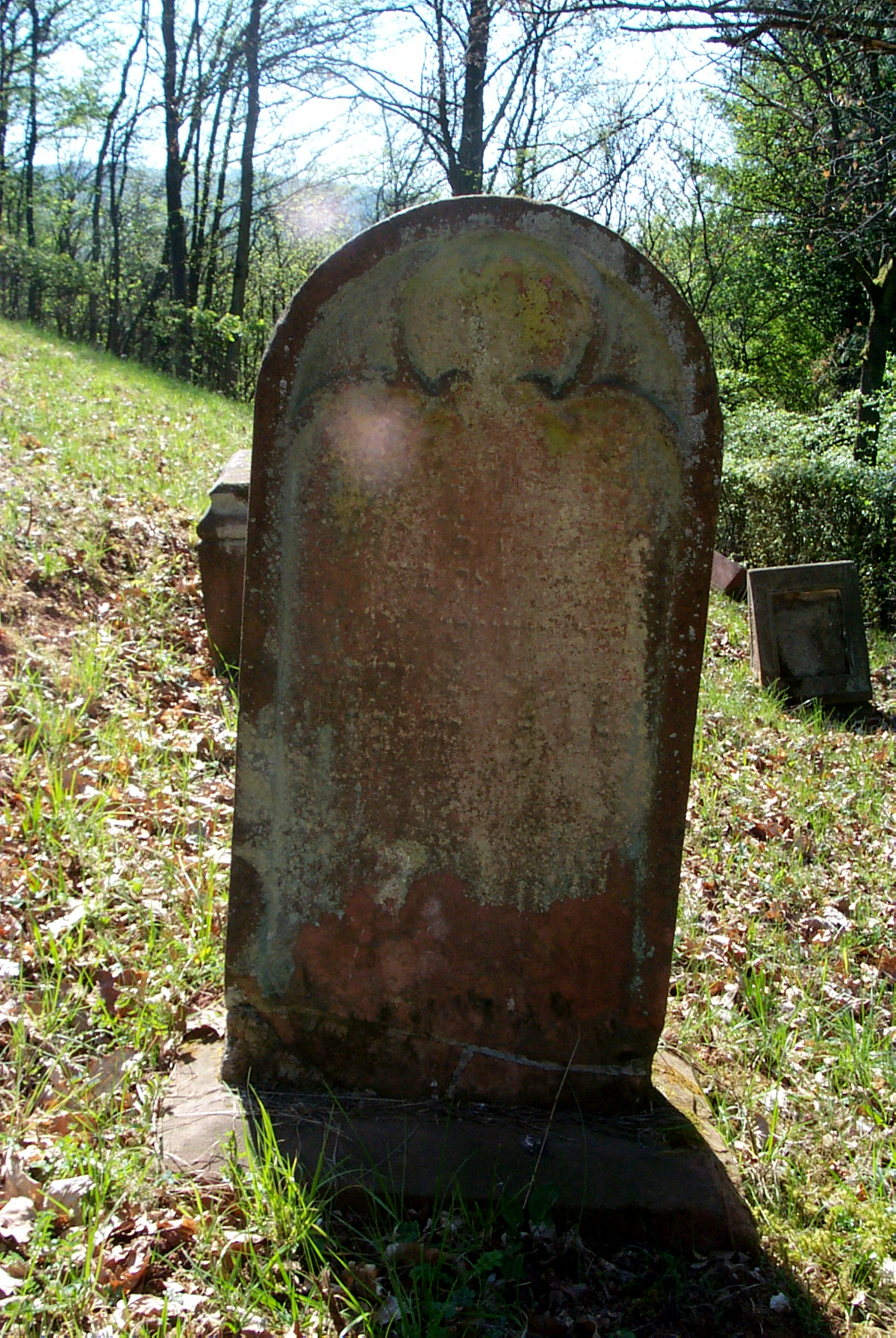